# Kaster
Kaster é uma vila e deelgemeente belga do município de Anzegem, província de Flandres Ocidental. Em 2006, tinha 833 habitantes e 4,08 km².